# Civilization IV
Civilization IV (of Civ IV) is een turn-based strategy-computerspel uitgebracht in 2005 en ontwikkeld door Soren Johnson onder leiding van Sid Meier en zijn bedrijf, Firaxis Games. Het is het vierde deel van de Civilization-reeks. Civilization IV is uitgebracht tussen 25 oktober en 4 november 2005 in Noord-Amerika, Europa en Australië. Het eerste uitbreidingspakket van het spel, Warlords, is uitgebracht op 24 juli 2006.
Het tweede uitbreidingspakket Beyond the Sword is uitgebracht op 20 juli 2007.

## Overzicht
Civilization IV is een op beurten gebaseerd spel waarin de speler een rijk opbouwt. Alle standaard spellen beginnen in 4000 v. Chr. met slechts een kolonist waarmee de eerste stad gebouwd kan worden, en een verkenner of een strijder. Daarna kan de speler zijn rijk uitbreiden, onderhandelen met andere landen, de wereld verkennen en technologie ontwikkelen.
De speler moet verschillende hindernissen overwinnen vergelijkbaar met de politieke en economische problemen voor echte wereldleiders. Hij moet ook diplomatieke relaties met rivalen onderhouden en voortdurend verkennen en nieuwe grondstoffen zoeken. Een andere belangrijke taak is het plannen waar nieuwe steden worden gebouwd, en de voortgang in wetenschap waardoor nieuwe technologieën worden ontdekt. Door die nieuwe technologieën krijgt de speler toegang tot onder andere nieuwe gebouwen, betere gevechtseenheden, nieuwe staatsvormen enzovoort. Een speler heeft de keuze uit een uitgebreid aanbod aan historische figuren, variërend van Elizabeth I van Engeland (Engeland) tot Mao Zedong (Volksrepubliek China).
Het spel speelt zich af vanaf 4000 Voor Christus tot 2050 Na Christus. Beschavingen ontwikkelen geleidelijk technologie gebaseerd op hun eigen productie of onderzoek, en soms door het werk van “Grote Leiders”. Technologieën variëren van het schrift en pottenbakken tot papier en buskruit tot computers en kernfusie. Alle technologieën onthullen nieuwe mogelijkheden voor een beschaving en maken het mogelijk om ze voor grondstoffen, goud, militaire ondersteuning of andere technologieën te ruilen. Het concept van technologische ontwikkeling is gebaseerd op een “technologie-boom” (de ene technologie maakt andere technologieën mogelijk.)
Een ander belangrijk concept van het spel is de groei van cultuur in steden, die ervoor zorgt dat de culturele grenzen van het rijk uitbreiden. Daardoor kunnen de culturele grenzen met andere beschavingen overlappen (waardoor het gebied groter wordt) en als de culturele grens een van de steden van een andere beschaving bereikt, kan het zelfs zo zijn dat de stad overloopt. Culturele groei wordt bevorderd door de bouw van verschillende wereldwonderen, zoals de Eiffeltoren, het Vrijheidsbeeld en de piramides, en de bouw van verschillende gebouwen zoals een tempel, obelisk, theater, en door het verspreiden van verschillende religies.
Het spel kan op verschillende manieren gewonnen worden. De overwinning behoort de speler toe die alle andere beschavingen onderwerpt, een zeker percentage van de wereld domineert, als eerste een ruimteschip bouwt, verkozen wordt door de Verenigde Naties, of in drie steden een legendarisch cultuurniveau heeft bereikt. Als geen van deze voorwaarden bereikt wordt voor 2050 Na Christus wint de beschaving met de hoogste spelscore.
Civilization IV is uitgebracht in het Engels, Duits, Frans, Spaans en Italiaans. Fans hebben ook een Russische en Finse versie gemaakt.

## Gameplay

### Diplomatie
Diplomatie in Civilization is in essentie het verhandelen van zaken. Verschillende handelsmogelijkheden vereisen verschillende bevorderingen voor gebruik, en sommige dingen kunnen alleen geruild worden voor bepaalde andere dingen. (Overeenkomsten per beurt moeten gecompenseerd worden met andere overeenkomsten per beurt). Spelers kunnen verschillende dingen ruilen, zoals technologieën, grondstoffen (ook luxe artikelen zoals wijn), kaarten (voor het onthullen van informatie over de rest van de wereld) en goud. Gevorderde diplomatie keuzes, zoals het creëren van een alliantie, het geven en krijgen van militaire bescherming, open grenzen, en het aannemen van een andere staatsvorm/religie. De reden achter de acties van de andere leiders is duidelijker te zien dan bij Civilization III. Daar werd alleen het gedrag van de leiders vermeld (kattig, aardig, woedend), terwijl bij Civilization IV ook erbij staat waarom. Bijvoorbeeld: “+2 Jaren van vrede hebben onze relatie versterkt” of “−4 Je handelde met onze ergste vijand!”. Als een leider gunstig gezind is, zal hij de speler niet proberen uit te buiten tijdens het handelen. Een ander nieuw kenmerk is de Verenigde Naties. Het hoofdkantoor van de Verenigde Naties kan in één stad in de wereld worden gebouwd (Het is dus een wereldwonder), en daardoor is men meteen verkiesbaar als leider van de Verenigde Naties. Als leider moet men referenda houden over dingen als globale staatsvormen, kernwapens, enzovoorts. Alle andere leiders kunnen dan stemmen en als er een meerderheid is, wordt het ingevoerd. Daardoor kan het dus gebeuren dat iedereen de staatsvorm “Vrije Religie” of “Recht van Meningsuiting” aanneemt, of dat niemand meer kernwapens mag gebruiken. Ook is er een referendum over wie de wereldleider wordt. Wie dit wint, heeft een Diplomatieke overwinning. In tegenstelling tot de echte wereld, zijn de referenda in Civilization IV voor eeuwig geldig.

### Strijd
Eenheden hebben niet langer aparte aanvals- en verdedigingswaarden. In plaats daarvan hebben ze nu een basissterkte die, afhankelijk van de situatie, toeneemt of afneemt. De sterkte van de eenheid heeft ook invloed op hoeveel schade hij kan aanrichten. De schade wordt berekend vanaf de basissterkte, dus zwakke moderne eenheden kunnen sterke verouderde eenheden met gemak aan. In plaats van een generale promotie, zijn er specifieke types van strijd ervaring, zoals bonussen tegen specifieke types vijanden of de mogelijkheid om bijvoorbeeld sneller te verplaatsen in het bos. In totaal zijn er 41 verschillende strijd promoties. Het is ook mogelijk voor spelers om de “gevechtskansen” te bekijken. Dit geeft de speler een goed beeld of een aanval gaat lukken, of een grote flop wordt.

### Productie en Handel
Het spel heeft 32 grondstoftypes die allemaal verhandelbaar zijn en een bepaalde verbetering nodig hebben (zoals een mijn, een olieplatform of een plantage) om gebruikt te kunnen worden. Sommige grondstoffen zijn nodig voor bepaalde eenheden, gebouwen of wereldwonderen (ijzer, koper). Sommige grondstoffen verdubbelen de snelheid van een bepaald wereldwonder (marmer, aluminium) en sommige zijn bedoeld als luxeartikel en maken de inwoners van steden gelukkig en gezond (bont, wijn, verf). Dit gebeurt echter alleen als de grondstoffen een verbetering hebben en met een stad zijn verbonden door een weg. Er zijn ook drie culturele goederen die men krijgt door wereldwonderen en men kan verhandelen (hit singles, hit movies en hit musicals). Om goederen te ruilen moet er een verbinding zijn tussen jouw stad en die van de andere beschaving. Dit kan via wegen en rivieren, en later ook via de zee.
Productie (ook bekend als “Hamers”, het pictogram dat handel weergeeft) wordt soms ook gebruikt als een grondstoffenterm in Civilization IV. Elke landtegel voorziet een stad van een bepaald aantal “Hamers”, die worden verzameld in de stad om gebouwen en eenheden te produceren. Als een beschaving een wereldwonder aan het bouwen is, maar een andere beschaving eerder klaar is, wordt de verloren productie gecompenseerd met goud, evenredig aan het verloren aantal productie-eenheden.

### Religie
Het concept van verschillende religies is nieuw in Civilization IV. In voorgaande Civilization-spellen kon men wel tempels en kathedralen bouwen maar de religie was een algemene eigenschap van cultuur, dus eigenlijk was er geen religie. Er zijn nu zeven religies in het spel: Boeddhisme , Christendom, Confucianisme, Hindoeïsme, Islam, Jodendom en Taoïsme. Er zijn geen specifieke bonussen voor alle religies, alleen zijn ze aan een specifieke technologie verbonden (zoals Christendom aan Theologie) en de vier late religies (Christendom, Confucianisme, Islam en Taoïsme) beginnen met een gratis missionaris-eenheid, voor de spelbalans. Als een speler als eerste een technologie ontdekt die een religie voortbrengt, wordt de religie gesticht in een van de steden van zijn beschaving. Daardoor wordt die stad de Heilige stad van de nieuwe religie. Dan kan de speler tempels en kloosters bouwen van dat geloof en, als er een klooster in de stad is gebouwd, missionaris-eenheden produceren om het geloof te verspreiden in andere steden, zowel in zijn eigen land als in het buitenland.
Beschavingen die dezelfde religie hebben zullen vriendelijker tegen elkaar zijn in hun diplomatieke onderhandelingen. Beschavingen met verschillende religies zullen juist eerder vijandig tegen elkaar doen. Deze vijandigheid kan verdwijnen door, met behulp van een missionaris, een vijandige stad te bekeren en vervolgens die leider te overtuigen van jouw geloof. De beschaving van de stad waarin de religie gesticht is heeft ook economische voordelen. Als die speler een "Groot Profeet" naar de Heilige stad stuurt, kan die het heilige gebouw van het “gevonden” geloof maken. Dit gebouw verschaft 1 eenheid goud voor iedere stad die de religie heeft. Als een beschaving 1) een staatsreligie heeft, 2) de heilige stad van die religie bezit en 3) het heilige gebouw in de Heilige stad heeft gebouwd, ontvangt die vrij zicht op het terrein rond iedere stad die dat geloof heeft. Zo kan men een oogje houden op de buitenlandse activiteiten.
De nieuwe bestuursvormen hebben ook een sterk effect op religie. Men kan bijvoorbeeld een staatsreligie hebben, of "Vrijheid van religie" hebben. Dat heeft effect op zowel andere beschavingen, als op de inwoners van de steden.

### Beschavingen en Leiders
Acht van de achttien beschavingen hebben twee mogelijke leiders. Iedere leider biedt bonussen aan gebaseerd op de condities die uitzonderlijk waren tijdens de regeerperiode van die leider, en iedere leider gedraagt zich zo verschillend alsof ze verschillende beschavingen zijn en meerdere persoonlijkheden hebben.
Alle beschavingen hebben verschillende elementen of opmerkelijkheid en alle leiders hebben bepaalde karaktertrekken gebaseerd op hun prestaties in het echte leven. Ook al zijn ze beperkt, ze hebben effect op de spelstrategie. Alle beschavingen hebben ook een unieke eenheid, zoals de Franse musketiers. Die zijn alleen beschikbaar als men als Frankrijk speelt. Hieronder is een tabel met iedere beschaving en wat informatie erover.
| Beschaving       | Technologische kennis | Unieke eenheid                              | Leiders                 | Karaktertrekken van leiders    | Favoriete staatsvorm       | Hoofdstad    |
| ---------------- | --------------------- | ------------------------------------------- | ----------------------- | ------------------------------ | -------------------------- | ------------ |
| Verenigde Staten | Visserij, landbouw    | Navy SEALs (vervangt mariniers)             | George Washington       | Financieel, georganiseerd      | Universeel stemrecht       | Washington   |
| Verenigde Staten | Visserij, landbouw    | Navy SEALs (vervangt mariniers)             | Franklin D. Roosevelt   | IJverig, georganiseerd         | Universeel stemrecht       | Washington   |
| Arabische Rijk   | Mystiek, het wiel     | Kameel Schutter (vervangt ridder)           | Saladin                 | Filosofisch, spiritueel        | Theocratie                 | Mekka        |
| Azteken          | Mystiek, jacht        | Jaguar Strijder (vervangt zwaardvechter)    | Montezuma II            | Agressief, spiritueel          | Dictatuur                  | Tenochtitlan |
| China            | Landbouw, mijnbouw    | Chu-ko-nu (vervangt kruisboog)              | Mao Zedong              | Filosofisch, georganiseerd     | Communisme                 | Peking       |
| China            | Landbouw, mijnbouw    | Chu-ko-nu (vervangt kruisboog)              | Qin Shi Huang           | IJverig, financieel            | Dictatuur                  | Peking       |
| Egypte           | Landbouw, het wiel    | Oorlogs-strijdwagen (vervangt strijdwagen)  | Hatshepsut              | Spiritueel, creatief           | Monarchie                  | Thebe        |
| Engeland         | Visserij, mijnbouw    | Redcoat (vervangt scherpschutter)           | Victoria                | Expansiegericht, financieel    | Representatieve democratie | Londen       |
| Engeland         | Visserij, mijnbouw    | Redcoat (vervangt scherpschutter)           | Elizabeth I             | Filosofisch, financieel        | Godsdienstvrijheid         | Londen       |
| Frankrijk        | Landbouw, het wiel    | Musketier (vervangt musketman)              | Lodewijk XIV            | Creatief, ijverig              | Monarchie                  | Parijs       |
| Frankrijk        | Landbouw, het wiel    | Musketier (vervangt musketman)              | Napoleon Bonaparte      | Agressief, ijverig             | Representatieve democratie | Parijs       |
| Duitsland        | Jacht, mijnbouw       | Pantserwagen (vervangt tank)                | Frederik II van Pruisen | Creatief, filosofisch          | Universeel stemrecht       | Berlijn      |
| Duitsland        | Jacht, mijnbouw       | Pantserwagen (vervangt tank)                | Otto von Bismarck       | Expansiegericht, ijverig       | Representatieve democratie | Berlijn      |
| Griekenland      | Visserij, jacht       | Falanx (vervangt speerman)                  | Alexander de Grote      | Agressief, filosofisch         | Monarchie                  | Athene       |
| Incarijk         | Landbouw, mystiek     | Quechua-strijder (vervangt strijder)        | Huayna Capac            | Agressief, financieel          | Monarchie                  | Cuzco        |
| India            | Mystiek, mijnbouw     | Snelle arbeider (vervangt arbeider)         | Gandhi                  | Spiritueel, ijverig            | Communisme                 | Delhi        |
| India            | Mystiek, mijnbouw     | Snelle arbeider (vervangt arbeider)         | Asoka                   | Spiritueel, georganiseerd      | Communisme                 | Delhi        |
| Japan            | Visserij, het wiel    | Samurai (vervangt knotstrijder)             | Tokugawa Ieyasu         | Agressief, georganiseerd       | Mercantilisme              | Kioto        |
| Koninkrijk Mali  | Mijnbouw, het wiel    | Lichte infanterie (vervangt schutter)       | Mansa Moussa            | Financieel, spiritueel         | Vrije markt                | Timboektoe   |
| Mongoolse Rijk   | Jacht, het wiel       | Keshik (vervangt cavalerieschutter)         | Genghis Khan            | Agressief, expansiegericht     | Dictatuur                  | Karakorum    |
| Mongoolse Rijk   | Jacht, het wiel       | Keshik (vervangt cavalerieschutter)         | Kublai Khan             | Agressief, creatief            | Monarchie                  | Karakorum    |
| Perzische Rijk   | Landbouw, jacht       | onsterfelijke* (vervangt strijdwagen)       | Cyrus de Grote          | Expansiegericht, creatief      | Representatieve democratie | Persepolis   |
| Romeinse Rijk    | Visserij, mijnbouw    | Pretoriaanse garde (vervangt zwaardvechter) | Julius Caesar           | Georganiseerd, expansiegericht | Vertegenwoordiging         | Rome         |
| Rusland          | Jacht, mijnbouw       | Kozak (vervangt cavalerie)                  | Catharina II de Grote   | Creatief, financieel           | Monarchie                  | Moskou       |
| Rusland          | Jacht, mijnbouw       | Kozak (vervangt cavalerie)                  | Peter I De Grote        | Expansiegericht, filosofisch   | Dictatuur                  | Moskou       |
| Spanje           | Visserij, mystiek     | Conquistador (vervangt ontdekkingsreiziger) | Isabella I              | Expansiegericht, spiritueel    | Dictatuur                  | Madrid       |

### Technologie
Als in de voorgaande versies van Civilization waren er technologieën te ontdekken. Er zijn in totaal 85 technologieën in het spel, dat zijn er vijf meer dan in Civilization III. Technologieën hebben veel voordelen, ze kunnen gebruikt worden voor handel, voor de constructie van nieuwe gebouwen en wereldwonderen, ze kunnen gebruikt worden om nieuwe religies te verkrijgen, en voor het ontwikkelen van nieuwe staatsvormen. Om moderne technologieën te ontdekken, heeft men eerst de technologieën die ernaartoe leiden nodig (men kan bijvoorbeeld geen democratie krijgen zonder de boekdrukkunst te hebben uitgevonden).
Technologie ontwikkelen is flexibel. Verschillende technologieën kunnen worden ontdekt op meer dan één wijze. Het spel heeft een handige technologieboom, die men kan zien als men tijdens het spelen op F6 drukt. De technologieboom laat alle technologieën zien en hun verbinding met de andere technologieën. Het is mogelijk om niet beschikbare technologieën te onderzoeken. Als men dat doet krijgt men gewoon een wachtrij met de kortste weg naar die technologie. De laatste technologie wordt de “Toekomsttechnologie” genoemd, met daarachter een nummer, iedere keer krijgt men punten als men die afmaakt, en een gelukspunt en gezondheidspunt in alle steden.
In singleplayerspellen is het ontdekken van technologieën nog leuker. Bij iedere ontdekte technologie zit een beroemde uitspraak van een van de personen die iets met die technologie te maken hebben. Dit varieert van De Bijbel, Boeddha, Charles Darwin tot mensen als Napoleon.

### Scoresysteem
In Civilization IV zijn de leiderschapskwaliteiten van een speler te vergelijken met een lijst van 20 leiders uit de geschiedenis, hoe lager, hoe slechter de leider, hoe hoger, hoe beter de leider. De score is gebaseerd op een aantal factoren zoals militaire groei en succes, technologische ontwikkeling bouw van wonders en economische groei.
| Rang | Leider                     | Score           |
| ---- | -------------------------- | --------------- |
| 1    | Augustus Caesar            | > 15,000        |
| 2    | Hammurabi                  | 14,000 - 14,999 |
| 3    | Abraham Lincoln            | 13,000 - 13,999 |
| 4    | Karel de Grote             | 12,000 - 12,999 |
| 5    | Winston Churchill          | 11,000 - 11,999 |
| 6    | Nelson Mandela             | 10,500 - 10,999 |
| 7    | Constantijn de Grote       | 10,000 - 10,499 |
| 8    | Shaka Zoeloe               | 9,500 - 9,999   |
| 9    | Charles de Gaulle          | 9,000 - 9,499   |
| 10   | Simón Bolívar              | 8,500 - 8,999   |
| 11   | Lech Wałęsa                | 8,000 - 8,499   |
| 12   | Ivan IV van Rusland        | 7,500 - 7,999   |
| 13   | Hendrik VIII van Engeland  | 7,000 - 7,499   |
| 14   | Herbert Hoover             | 6,500 - 6,999   |
| 15   | Lodewijk XVI van Frankrijk | 6,000 - 6,499   |
| 16   | Neville Chamberlain        | 5,500 - 5,999   |
| 17   | Nero                       | 5,000 - 5,499   |
| 18   | Warren G. Harding          | 4,000 - 4,999   |
| 19   | Ethelred II                | 3,000 - 3,999   |
| 20   | Dan Quayle                 | < 3,000         |

Het scoresysteem van Civilization IV verschilt erg veel van Civilization III. Daar kreeg men alleen de hoogste titel bij de hoogste moeilijkheidsgraad. In “Civ 4” kan men iedere titel behalen, welke moeilijkheidsgraad men ook kiest. Dankzij patch 1.61 is het scoresysteem weer gebaseerd op moeilijkheidsgraad.

## Muziek
De titelsong van Civilization IV, Baba Yetu, is gebaseerd op het Onzevader in het Swahili. Daarbij heeft men zich wel wat taalfouten veroorloofd om de zang, althans voor de eigen doelgroep, beter te laten klinken.

## Colonization
Voor de remake van een ouder spel van Sid Meier, genaamd Sid Meier's Colonization werd de engine van Civilzation IV gebruikt. Het nieuwe spel heet Sid Meier's Civilization IV: Colonization. Het is geen uitbreiding van Civilization IV, zoals de naam doet vermoeden, maar een stand-alone spel dat gewoon de engine van Civilization IV gebruikt om betere graphics, etc. te verkrijgen.

## Trivia
- Het spel is opgenomen in het boek 1001 Video Games You Must Play Before You Die van Tony Mott.

Civilization · II (Conflicts in Civilization · Fantastic Worlds · Test of Time)  ·  III (Play the World · Conquests) · IV · (Warlords · Beyond The Sword) · Colonization · Revolution · V (Gods & Kings · Brave New World) · World · Revolution 2 · Beyond Earth (Rising Tide) · VI · (Rise and Fall · Gathering Storm) · VII